# 日本—沙烏地阿拉伯關係
日沙關係（阿拉伯语：‎），泛指沙特阿拉伯和日本外交關係。兩國的官方關係於1955年建立。
当时日本是世界第三大经济体，在20世纪下半叶的大部分时间里是第二大经济体，而沙特阿拉伯是世界上最大的石油生产国，并坐拥两座圣城，两国一直享有共同利益。2015年，日本成为沙特阿拉伯的第三大贸易伙伴，进口了454亿美元的石油产品，出口了75亿美元的制成品。

## 历史

### 20世纪上半叶
两国之间的第一次正式接触发生在1938年，当时沙特阿拉伯驻英国大使哈菲兹·瓦赫巴访问了日本帝国，参加了东京大清真寺的开馆仪式。第二年，日本驻埃及大使横山访问了沙特阿拉伯，并在利雅得会见了沙特阿拉伯国王伊本·沙特。
两位君主在接下来的几年里都保持着微弱的联系。日本在1941年12月对珍珠港的袭击使日美关系处于交战状态，这意味着轴心国和沙特阿拉伯王国之的关系间即将破裂。最后，在1945年3月，沙特阿拉伯对日本和纳粹德国宣战。由于这场灾难性的战争，日本丧失了300万人的生命和所有海外领土，即朝鲜半岛、台湾岛、满洲、南洋群岛、库页岛南部和全部的千岛群岛。

### 20世纪下半叶
1953年，日本政府派出第一个代表团前往沙特阿拉伯，加速了两国外交关系的建立，并于1955年正式建立了外交关系。1957年是两国关系的一个重要节点，因为在这一年一家日本的阿拉伯石油公司获得了沙特阿拉伯的石油开采权。
1960年，王子苏尔坦·本·阿卜杜勒-阿齐兹·阿勒沙特亲王殿下，也就是后来的王储访问日本。
1971年，沙特国王费萨尔·本·阿卜杜勒-阿齐兹·阿勒沙特访问东京，加强了两国关系，开启了沙特与日本关系史上最重要的阶段，之后两国官员多次互访。此后，沙特王室和日本皇室的关系通过他们的多次访问得到加强。
1981年，后来的明仁天皇和美智子皇后在裕仁天皇的统治下，成为太子和公主，明仁天皇和美智子访问了这个阿拉伯半岛最著名的王国。

## 经济关系
2023年7月16日，沙特阿拉伯和日本在吉达的丽思卡尔顿酒店管理集团交换了26份两国经济协议。签署的协议涵盖医疗保健、清洁能源、采矿和数字创新领域。

## 外部連結
- Embassy of Japan in Saudi Arabia （页面存档备份，存于）
- Embassy of Saudi Arabia in Japan （页面存档备份，存于）